# Хав'єр Камара
Хав'єр Камара (ісп. Javier Cámara; нар. 19 січня 1967, Ріоха, Іспанія) — іспанський актор, багаторазовий лауреат премії «Гойя».

## Біографія
Хав'єр Камара Родрігез народився в Ріоха, Іспанія. Він переїхав до Мадрида, де закінчив Школу драматичного мистецтва.

## Кар'єра
Вперше дебютував у кіно в фільмі іспанського режисера «Рожева троянда» у 1993. З 1999 по 2006 знімався у телесеріалі «7 життів», але покинув проєкт заради ролі у фільмі Педро Альмодовара «Поговори з нею». Стрічку високо оцінили критики й вона отримала багато кінонагород.
Наступним успішним фільмом з Камарою стала стрічка Хуліо Медема «Люсія і секс». У 2004 актор знов співпрацював з Альмодоваром — драматичний фільм «Погане виховання».
На Венеційському кінофестивалі 2005 року відбулась світова прем'єра драматичної стрічки іспанського режисера Ісабель Койшет «Таємне життя слів», в ній Хав'єр виконав роль Сімона.
У 2013, 2015 роках отримав Премію Гойї.
У 2016 Камара виконав роль у серіалі «Молодий Папа», в якому також знімались Джуд Лоу, Даян Кітон.

## Особисте життя
Камара — відкритий гей. У нього двоє дітей, народжених завдяки сурогатному материнству.

## Фільмографія

### Фільми
| Рік  | Назва                              | Оригінальна назва                    | Роль                       | Примітки  |
| ---- | ---------------------------------- | ------------------------------------ | -------------------------- | --------- |
| 1993 | «Рожева троянда»                   | Rosa rosae                           | відповідальний             |           |
| 1994 | «Смішно, але не дуже»              | Alegre ma non troppo                 | консьєрж                   |           |
| 1995 |                                    | Un lío fuera de serie                | Анхель                     | телефільм |
| 1996 | «Заведи собі чоловіка»             | Pon un hombre en tu vida             | Мігель                     |           |
| 1997 |                                    | Corazón loco                         | Сегура                     |           |
| 1997 | «Все це»                           | Eso                                  | Мігель Анхель              |           |
| 1998 | «Торренте, дурна рука закону»      | Torrente: El brazo tonto de la ley   | Рафі                       |           |
| 1999 | «Гаванський квартет»               | Cuarteto de la Habana                | Сехіс                      |           |
| 1999 | «Вашингтонські вовки»              | Los lobos de Washington              |                            |           |
| 2001 | «Люсія і секс»                     | Lucía y el sexo                      | Пепе                       |           |
| 2002 | «Поговори з нею»                   | Hable con ella                       | Беніньйо                   |           |
| 2003 | «Торремолінос 73»                  | Torremolinos 73                      | Альфредо                   |           |
| 2003 | «Ми, що нижче підписалися»         | Los abajo firmantes                  | Маріо                      |           |
| 2004 | «Погане виховання»                 | La mala educación                    | Пака / Пакіто              |           |
| 2005 | «Таємне життя слів»                | La vida secreta de las palabras      | Сімон                      |           |
| 2005 | «Важкі часи»                       | Malas temporadas                     | Майкл                      |           |
| 2006 | «Капітан Алатрісте»                | Alatriste                            | Гаспара де Гусман Оліварес |           |
| 2006 |                                    | Ficció                               | Санті                      |           |
| 2006 | «Париж, я люблю тебе»              | Paris je t´aime                      | грає себе                  |           |
| 2007 | «Вишка Сусо»                       | La torre de Suso                     | Кундо                      |           |
| 2008 | «Фрмова страва»                    | Fuera de carta                       | Максі                      |           |
| 2008 | «Сліпі соняшники»                  | Los girasoles ciegos                 | Рікардо                    |           |
| 2010 | «Нехай помруть некрасиві шльондри» | Que se mueran los feos               |                            |           |
| 2011 | «Для чого ведмідь?»                | ¿Para qué sirve un oso?              | Гуілермо                   |           |
| 2012 | «Чоловік на межі»                  | Una pistola en cada mano             | С                          |           |
| 2013 | «Вчора ніколи не скінчиться»       | Ayer no termina nunca                | Джей                       |           |
| 2013 | «Я дуже збуджений»                 | Los amantes pasajeros                | Хосерра                    |           |
| 2013 | «Легко жити з заплющеними очима»   | Vivir es fácil con los ojos cerrados | Антоніо                    |           |
| 2013 | «Неочікуване життя»                | La vida inesperada                   | Хуаніто                    |           |
| 2015 | «Загублена північ»                 | Perdiendo el norte                   | Просперо                   |           |
| 2015 | «Трумен»                           | Truman                               | Томас                      |           |
| 2015 |                                    | El tiempo de los monstruos           | Віктор                     |           |
| 2016 | «Іспанська королева»               | La reina de España                   | Бонілла                    |           |
| 2016 |                                    | Siete semillas                       |                            |           |

### Серіали
| Рік       | Назва                           | Оригінальна назва               | Роль               | Примітки    |
| --------- | ------------------------------- | ------------------------------- | ------------------ | ----------- |
| 1990      | «Єва та Адам: Шлюбне агентство» | Eva y Adán, agencia matrimonial | Каміл'єро          | 1 епізод    |
| 1994-1995 | «Ах, сеньйор, сеньйор»          | ¡Ay, Señor, Señor!              | Анхель             | 28 епізодів |
| 1996-1997 | «Це мій район»                  | Éste es mi barrio               | дон                | 31 епізод   |
| 1996-1997 |                                 | Hostal Royal Manzanares         | Лоло               | 10 епізодів |
| 1997      | «Всі ви, чоловіки, однакові»    | Todos los hombres sois iguales  | Карлос             | 2 епізоди   |
| 1997      | «Бласко Ібаньєс»                | Blasco Ibáñez                   | Соріано            | 2 епізоди   |
| 1998-2001 | «Журналісти»                    | Periodistas                     | Фермін Сальвадор   | 6 епізодів  |
| 1999      | «Пепе Карвало»                  | Pepe Carvalho                   | Вентура Росес      | 1 епізод    |
| 1999-2006 | «7 життів»                      | 7 vidas                         | Пако Хімено Уете   | 88 епізодів |
| 2008      | «Закон»                         | Lex                             | Маріо Естрада      | 16 епізодів |
| 2011      | «Ті, хто»                       | Los Quién                       | Густаво            | 13 епізодів |
| 2016      | «Молодий Папа»                  | The Young Pope                  | Бернардо Гутієррез | 10 епізодів |